# Eilema fuscistriga
Eilema fuscistriga là một loài bướm đêm thuộc phân họ Arctiinae, họ Erebidae.